# Telesto arborea
Telesto arborea is een zachte koraalsoort uit de familie Clavulariidae. De koraalsoort komt uit het geslacht Telesto. Telesto arborea werd in 1889 voor het eerst wetenschappelijk beschreven door Wright & Studer. 